# ワイルドカード (トランプ)
カードゲームにおけるワイルドカード（英語: wild card）とは、トランプなどにおいて他のカードの代用が可能な特殊なカードのこと。万能カード、またはその代用できる能力を表す。トランプを用いるカードゲームでは、ジョーカーがワイルドカードであることが多い。
正式なルールにはなくローカルルールとして採り入れられることもある。

## ポーカーにおけるワイルドカード
ジョーカーをワイルドにする場合
具体例としてポーカーで、手札がハートの3,4,5,6とジョーカーであった場合、ジョーカーをハートの7とみなしてストレートフラッシュを作ることができる。なお、ワイルドカードを用いて作られた役は、ワイルドカードを用いないで作った役より弱い（役も数字も同じ場合のみ）とされる場合や、ビデオポーカーなどでは配当が低くなる場合がある。
デューズ・ワイルズ
デューズ（2）をワイルドカードとするポーカー。4枚ワイルドカードがあることになる。
ポーカーでワイルドカードが存在すると、手札5枚のランクをすべて同じにできる。この手は「ファイブ・オブ・ア・カインド」と呼ばれ、ロイヤルフラッシュより上位の役となる。ただし、ワイルドカード無しのロイヤルフラッシュより下位の役となることもある。

## 大富豪におけるワイルドカード
大富豪においてジョーカーは、シークエンス（階段）や同数字複数枚出しの中に混ぜて使えるとするルールもある。ジョーカー単独だと2（革命時の3）よりも強いカードとして使用される。